# Новобашкиры
Новобашкиры (новые башкиры, тат. яңа башкортлар) — сословная группа, состоявшая из разных этнических групп (татар, мишарей, башкир, черемисов, тептярей), существовавшая на территории Башкирии в XIX веке. Безземельное население (бобыли, тептяре, черемисы и другие) селившихся у башкир-вотчинников в 30-60-е годы XIX века и получавших с ними равные права, также называли «новобашкирами» (до отмены сословий в 1865 году).. Также включение в 1855 году тептярей в состав Башкиро-мещерякского войска и закрепление за ними названия «новые башкиры», способствовало утере этнического понятия термина «башкиры» в северо-западной части Южного Приуралья.
Генеральное межевание башкирских земель в 1798— 1823 годах и последующие акции правительства официально узаконили существование «новобашкир». В документах первой половины XIX века появляются названия «башкиры из мещеряков», «башкиры из тептярей» и так далее, а уже во второй половине XIX века данные термины вытесняются термином «новобашкиры». В состав «новобашкир» входили не только татары, мишаре, башкиры, черемисы, тептяри, но и небольшие группы киргизов, туркмен, ногайцев и другого тюркоязычного населения. Близость языка, культуры, хозяйственных занятий, тесное сотрудничество в условиях совместного проживания ускоряли процесс перехода их в «новобашкиры».
В Пермской, Вятской и Оренбургской губерниях на 1859 год проживало 89 330 новобашкир.
На Западной части Башкирии культура и быт новобашкир не отличался от татарской, как и у местных тептярей и башкир, а говор их близок к татарскому литературному языку.
В ходе переписи 1897 года «новые башкиры» были включены в состав башкир, таким образом, в ходе переписи в башкирском сословие оказалось не менее 200 тысяч тептярей и мишарей.